# Seleção Norueguesa de Voleibol Masculino
A seleção norueguesa de voleibol masculino é uma equipe europeia composta pelos melhores jogadores de voleibol da Noruega. A equipe é mantida pela Federação Norueguesa de Voleibol (Norges Volleyballforbund). Encontra-se na 94ª posição do ranking mundial da FIVB segundo dados de 4 de janeiro de 2012.